# Kapela žalostne Matere Božje, Gornji Črnci
Kapelica (v prekmurščini Kapejla žalostne Matere Bože) je v romskem naselju kraja Gornji Črnci v župniji Cankova in občini Cankova. 

## Kratek opis
Kapelica Žalostne Matere Božje stoji v romskem naselju z izredno lepim kipom, prinešenim iz Avstrije leta 1909. Tega leta so za omenjeni kip Žalostne Matere Božje postavili na Baranjevem zemljišču majhno kapelo. Za njo so skrbeli romski verniki. 
Ob priliki biserne poroke Vincenca in Vilme Baranja pa so kapelico popolnoma obnovili. To je bilo 1989. leta - torej po 80. letih. Od takrat je pri tej kapeli vsako leto proščenje s sveto mašo in sicer na drugo nedeljo v mesecu maju.